# Eriocaulon thouarsii
Eriocaulon thouarsii är en gräsväxtart som beskrevs av Paul Lecomte. Eriocaulon thouarsii ingår i släktet Eriocaulon och familjen Eriocaulaceae.
Artens utbredningsområde är Madagaskar. Inga underarter finns listade i Catalogue of Life.